# Lespedeza tomentosa
Lespedeza tomentosa là một loài thực vật có hoa trong họ Đậu. Loài này được (Thunb.) Maxim. miêu tả khoa học đầu tiên.